# ام‌وی اسکاگیت
ام‌وی اسکاگیت (به انگلیسی: MV Skagit) یک کشتی بود که طول آن ۱۱۲ فوت (۳۴٫۱ متر) بود. این کشتی در سال ۱۹۸۹ ساخته شد.

## تاریخچه فعالیت
اسکاگیت و ام وی کالاما (به انگلیسی: MV Kalama) تنها دو کشتی از کلاس خود در WSF بودند. این دو کشتی با همدیگر در مسیر سیاتل به جزیره واشن خدمت می‌کردند. در سال ۲۰۱۱ این دوکشتی به تانزانیا فروخته و منتقل شدند که بتوانند بین خاک اصلی و زنزیبار (به انگلیسی: Zanzibar) به خدمت مشغول شوند.